# Huși (okręg Suczawa)
Huși – wieś w Rumunii, w okręgu Suczawa, w gminie Preutești. W 2011 roku liczyła 704 mieszkańców. 